# Berviller-en-Moselle
Berviller-en-Moselle (fràncic lorenès Bersch) és un municipi francès situat al departament del Mosel·la i a la regió del Gran Est. L'any 2007 tenia 481 habitants.

## Demografia

### Població
El 2007 la població de fet de Berviller-en-Moselle era de 481 persones. Hi havia 176 famílies, de les quals 28 eren unipersonals (20 homes vivint sols i 8 dones vivint soles), 64 parelles sense fills, 72 parelles amb fills i 12 famílies monoparentals amb fills.
La població ha evolucionat segons el següent gràfic:
Habitants censats

### Habitatges
El 2007 hi havia 187 habitatges, 181 eren l'habitatge principal de la família, 1 era una segona residència i 5 estaven desocupats. 167 eren cases i 18 eren apartaments. Dels 181 habitatges principals, 158 estaven ocupats pels seus propietaris, 18 estaven llogats i ocupats pels llogaters i 5 estaven cedits a títol gratuït; 3 tenien dues cambres, 19 en tenien tres, 28 en tenien quatre i 131 en tenien cinc o més. 170 habitatges disposaven pel capbaix d'una plaça de pàrquing. A 46 habitatges hi havia un automòbil i a 115 n'hi havia dos o més.

### Piràmide de població
La piràmide de població per edats i sexe el 2009 era:
| Homes | Edats   | Dones |
| ----- | ------- | ----- |
| 0     | 95 o +  | 1     |
| 0     | 90 a 94 | 0     |
| 0     | 85 a 89 | 2     |
| 4     | 80 a 84 | 4     |
| 4     | 75 a 79 | 8     |
| 6     | 70 a 74 | 11    |
| 7     | 65 a 69 | 9     |
| 12    | 60 a 64 | 9     |
| 7     | 55 a 59 | 9     |
| 26    | 50 a 54 | 12    |
| 27    | 45 a 49 | 26    |
| 23    | 40 a 44 | 30    |
| 17    | 35 a 39 | 21    |
| 17    | 30 a 34 | 11    |
| 9     | 25 a 29 | 9     |
| 11    | 20 a 24 | 16    |
| 23    | 15 a 19 | 19    |
| 15    | 10 a 14 | 11    |
| 9     | 5 a 9   | 5     |
| 11    | 0 a 4   | 6     |

## Economia
El 2007 la població en edat de treballar era de 339 persones, 237 eren actives i 102 eren inactives. De les 237 persones actives 220 estaven ocupades (118 homes i 102 dones) i 17 estaven aturades (4 homes i 13 dones). De les 102 persones inactives 41 estaven jubilades, 16 estaven estudiant i 45 estaven classificades com a «altres inactius».

### Ingressos
El 2009 a Berviller-en-Moselle hi havia 191 unitats fiscals que integraven 498 persones, la mediana anual d'ingressos fiscals per persona era de 20.295 €.

### Activitats econòmiques
Dels 7 establiments que hi havia el 2007, 2 eren d'empreses extractives, 1 d'una empresa de construcció, 1 d'una empresa de comerç i reparació d'automòbils, 1 d'una empresa d'hostatgeria i restauració, 1 d'una empresa de serveis i 1 d'una empresa classificada com a «altres activitats de serveis».
Dels 2 establiments de servei als particulars que hi havia el 2009, 1 era una perruqueria i 1 restaurant.
L'any 2000 a Berviller-en-Moselle hi havia 3 explotacions agrícoles.

## Equipaments sanitaris i escolars
El 2009 hi havia una escola elemental integrada dins d'un grup escolar amb les comunes properes formant una escola dispersa.

## Poblacions més properes
El següent diagrama mostra les poblacions més properes.